# 2014年夏季青年奥林匹克运动会乒乓球比赛
2014年夏季青年奥林匹克运动会乒乓球比赛于2014年8月17日至23日在中国南京五台山体育中心举行。

## 资格
参赛人数为男女各32人，共64人。每个国家奥林匹克委员会可以派出最多2名运动员参赛，男女各1名。中国作为主办国，被给予了最高参赛人数配额（2人），而剩余4男4女共8个採三方分配，其中一个名额未被使用并被重新分配。剩余的54个席位会通过四项资格赛事来决定，它们分别是：2014年國際桌總/青奥会世界预选赛、2014年2月国际乒联18岁以下世界排名、6场國際桌總青少年巡回赛“直通南京系列赛”以及6大洲预选赛。
所有参加此届夏季青年奥运会乒乓球比赛的运动员皆须于1996年1月1日至1999年12月31日期间出生。

### 男子
| 赛事                     | 地点           | 日期                | 席位 | 取得资格者 |
| ------------------------ | -------------- | ------------------- | ---- | --- |
| 主办国                   | -              | -                   | 1    | 樊振东（中国） |
| 2014年世界資格賽         | 加亚新城       | 2014年1月22日－23日 | 4    | 达维德·赖特施皮斯（捷克） · 基利安·奥尔特（德国） · 苏迪·亚当（匈牙利） · 杨恒韦（中华台北）                              |
| 國際桌總18岁以下世界排名 | -              | 2014年2月1日        | 3    | 村松佑都（日本） · 雨果·卡尔德拉诺（巴西） · 金闵赫（韩国）                                                               |
| 欧洲预选赛               | 霍多宁         | 2014年2月9日－11日  | 4    | 康·阿库祖（法国） · 帕特里克·扎托夫卡（波兰） · 迪奥戈·陈（葡萄牙） · 托米斯拉夫·普察尔（克罗地亚）                       |
| 直通南京系列赛1          | 梅斯           | 2014年3月3日－4日   | 1    | 帕达萨·丹威里亚韦差恭（泰国）                                                                                             |
| 直通南京系列赛2          | 果阿邦         | 2014年3月23日－24日 | 1    | 基里尔·格拉西缅科（） |
| 拉丁美洲预选赛           | 圣多明各       | 2014年3月29日－30日 | 2    | 费尔明·滕蒂（阿根廷） · 布里安·阿法纳多尔（波多黎各）                                                                     |
| 亚洲预选赛               | 曼谷           | 2014年4月5日－7日   | 4    | 孔嘉德（中国香港） · 阿比谢克·亚达夫（印度） · 阿卜杜勒-拉赫曼·纳贾尔（） · 尹敬元（新加坡）                              |
| 直通南京系列赛3          | 密西沙加       | 2014年4月7日－8日   | 1    | 安德烈亚斯·列文科（奥地利）                                                                                               |
| 北美洲预选赛             | 密西沙加       | 2014年4月9日        | 1    | 克里什纳特贾·阿瓦里（美国）                                                                                               |
| 非洲预选赛               | 开罗           | 2014年4月12日－13日 | 2    | 阿里·加拉卜（埃及） · 克里姆·本·叶海亚（突尼斯）                                                                          |
| 直通南京系列赛4          | 开罗           | 2014年4月14日－15日 | 1    | 埃利亚·施密德（瑞士） |
| 直通南京系列赛5          | 布宜诺斯艾利斯 | 2014年4月21日－22日 | 1    | 马丁·阿莱格罗（比利时）                                                                                                   |
| 大洋洲预选赛             | 阿瓦鲁阿       | 2014年5月22日       | 1    | 多米尼克·黄（） |
| 直通南京系列赛6          | 阿瓦鲁阿       | 2014年5月30日－31日 | 1    | 埃利亚斯·拉内富尔（瑞典）                                                                                                 |
| 三方分配                 | -              | -                   | 4    | 亚历杭德罗·托兰索斯（巴拉圭） · 克里斯特·比纳蒂基（刚果共和国） · 特安杰·约翰逊（圣基茨和尼维斯） · 苏代·阿拉萨尼（多哥） |
| 总计                     |                |                     | 32   | |

### 女子
| 赛事                              | 地点           | 日期                | 席位 | 取得资格者                                                                                          |
| --------------------------------- | -------------- | ------------------- | ---- | --------------------------------------------------------------------------------------------------- |
| 主办国                            | -              | -                   | 1    | 刘高阳（中国）                                                                                      |
| 2014年世界预选赛                  | 加亚新城       | 2014年1月22日－23日 | 4    | 杜凯琹（中国香港） · 加藤美优（日本） · 阿迪娜·迪亚科努（罗马尼亚） · 邱嗣桦（中华台北）            |
| 國際桌總18岁以下世界排名          | -              | 2014年2月1日        | 3    | 万远（德国） · 莉莉·张（美国） · 达蒙万·克宽（泰国）                                                |
| 欧洲预选赛                        | 霍多宁         | 2014年2月9日－11日  | 4    | 纳塔利娅·巴约尔（波兰） · 伊姆雷·莱拉（匈牙利） · 妮科尔·特罗斯曼（以色列） · 奥德蕾·扎里夫（法国） |
| 直通南京系列赛1                   | 梅斯           | 2014年3月3日－4日   | 1    | 基姆·弗尔马斯（荷兰）                                                                               |
| 直通南京系列赛2                   | 果阿邦         | 2014年3月23日－24日 | 1    | 朴世莉（韩国）                                                                                      |
| 拉丁美洲预选赛                    | 圣多明各       | 2014年3月29日－30日 | 2    | 玛丽亚·洛伦索蒂（乌拉圭） · 格蕾姆利斯·阿韦洛（委内瑞拉）                                           |
| 亚洲预选赛                        | 曼谷           | 2014年4月5日－7日   | 4    | 苏蒂尔塔·慕克吉（印度） · 尤利娅·里亚波娃（） · 余珩慧（新加坡） · 雷吉娜·基姆（）                  |
| 直通南京系列赛3                   | 密西沙加       | 2014年4月7日－8日   | 1    | 丽莎·隆（比利时）                                                                                   |
| 北美洲预选赛                      | 密西沙加       | 2014年4月9日        | 1    | 罗安琪（加拿大）                                                                                    |
| 非洲预选赛                        | 开罗           | 2014年4月12日－13日 | 2    | 桑娜·拉杰西尔（阿尔及利亚） · 阿拉·哈拉瓦尼（埃及）                                                 |
| 直通南京系列赛4                   | 开罗           | 2014年4月14日－15日 | 1    | 乔治娅·皮科林（意大利）                                                                             |
| 直通南京系列赛5                   | 布宜诺斯艾利斯 | 2014年4月21日－22日 | 1    | 莱娅·拉科瓦茨（克罗地亚）                                                                           |
| 大洋洲预选赛                      | 阿瓦鲁阿       | 2014年5月22日       | 1    | 维·布伊（）                                                                                         |
| 直通南京系列赛6                   | 阿瓦鲁阿       | 2014年5月30日－31日 | 1    | 索菲娅·董（新西兰）                                                                                 |
| 普遍性席位 （三大支柱委员会邀请） | -              | -                   | 3    | 切尔茜·埃德希尔（圭亚那） · 法图玛·阿里·萨拉赫（吉布提） · 弗洛伦丝·西拉（乌干达）                  |
| 重新分配                          | -              | -                   | 1    | 克里斯蒂娜·什特夫佐娃（捷克）                                                                       |
| 总计                              |                |                     | 32   | |

## 赛程
以下赛程由第二届夏季青年奥林匹克运动会组织委员会公布。
所有时间以北京时间为准（UTC+8）
| 比赛日期 | 星期   | 开始时间 | 小项                                  |
| -------- | ------ | -------- | ------------------------------------- |
| 8月17日  | 星期日 | 10:00    | 男子单打小组赛阶段 女子单打小组赛阶段 |
| 8月17日  | 星期日 | 16:00    | 男子单打小组赛阶段 女子单打小组赛阶段 |
| 8月18日  | 星期一 | 10:00    | 男子单打小组赛阶段 女子单打小组赛阶段 |
| 8月18日  | 星期一 | 16:00    | 男子单打1/8决赛 女子单打1/8决赛       |
| 8月19日  | 星期二 | 10:00    | 男子单打1/4决赛 女子单打1/4决赛       |
| 8月19日  | 星期二 | 15:00    | 男子单打半决赛 女子单打半决赛         |
| 8月20日  | 星期三 | 10:00    | 男子单打奖牌赛 女子单打奖牌赛         |
| 8月20日  | 星期三 | 15:30    | 混合团体小组赛阶段                    |
| 8月21日  | 星期四 | 10:00    | 混合团体小组赛阶段                    |
| 8月21日  | 星期四 | 16:15    | 混合团体小组赛阶段                    |
| 8月22日  | 星期五 | 10:00    | 混合团体1/8决赛                       |
| 8月22日  | 星期五 | 17:00    | 混合团体1/4决赛                       |
| 8月23日  | 星期六 | 10:00    | 混合团体半决赛                        |
| 8月23日  | 星期六 | 17:00    | 混合团体奖牌赛                        |

## 獎牌榜
| 排名 | 国家／地区      | 金牌 | 银牌 | 铜牌 | 總數 |
| ---- | --------------- | ---- | ---- | ---- | ---- |
| 1    | 中国（CHN）     | 3    | 0    | 0    | 3    |
| 2    | 日本（JPN）     | 0    | 2    | 0    | 2    |
| 3    | 中国香港（HKG） | 0    | 1    | 1    | 2    |
| 4    | 巴西（BRA）     | 0    | 0    | 1    | 1    |
| 4    | 美国（USA）     | 0    | 0    | 1    | 1    |
| 總計 | 總計            | 3    | 3    | 3    | 9    |

| 项目              | 金牌                          | 银牌                              | 铜牌                              |
| 男子單打 （詳細） | 樊振东 · 中国（CHN）          | 村松雄斗 · 日本（JPN）            | 雨果·卡尔德拉诺 · 巴西（BRA）     |
| 女子單打 （詳細） | 劉高陽 · 中国（CHN）          | 杜凱琹 · 中国香港（HKG）          | 张安 · 美国（USA）                |
| 混合團體 （詳細） | 中国（CHN） · 劉高陽 · 樊振东 | 日本（JPN） · 加藤美優 · 村松雄斗 | 中国香港（HKG） · 杜凱琹 · 孔嘉德 |